# Badazoui
Badazoui ist ein Arrondissement im Département Mono im westafrikanischen Staat Benin. Es ist eine Verwaltungseinheit, die der Gerichtsbarkeit der Kommune Bopa untersteht.

## Demografie und Verwaltung
Gemäß der Volkszählung 2013 des beninischen Statistikamtes INSAE hatte das Arrondissement 16.163 Einwohner, davon waren 7685 männlich und 8478 weiblich.
Von den 83 Dörfern und Quartieren der Kommune Bopa entfallen 13 auf Badazoui:
1. Akplènou
2. Atoè
3. Badazouin
4. Gnidonou
5. Hombêtè
6. Honhoui
7. Kpavè
8. Kpodin
9. Médéssèdji
10. Missiafo
11. Ovoun
12. Towénou
13. Zoungbo